# Moëze
Moëze est une commune du Sud-Ouest de la France, située dans le département de la Charente-Maritime (région Nouvelle-Aquitaine).
Ses habitants sont appelés les Moëziens et les Moëziennes.

## Géographie

### Situation géographique
La vaste commune de Moëze est à la fois une commune littorale et une commune de marais située sur la côte occidentale de la Charente-Maritime dans l'ancienne province de la Saintonge.
Sur un plan plus général, la commune de Moëze est située dans la partie sud-ouest de la France, au centre de la côte atlantique dont elle est riveraine, faisant partie du « midi atlantique ».

### Localisation
La commune est située à 8 km au nord-ouest de Saint-Agnant, 13 km du centre de Rochefort en passant par le Viaduc de Martrou sur la Charente et à 43 km au sud-est de La Rochelle.

### Communes limitrophes
| Saint-Froult     | Saint-Nazaire-sur-Charente | Soubise  |
| Océan Atlantique | Moëze                      | Beaugeay |
|                  | Marennes-Hiers-Brouage     |          |

### Hydrographie
Moëze est traversée par le Chenal de Brouage allant de Sainte-Gemme au Golfe de Gascogne. 

Le Canal de jazenne se situe entièrement sur la commune et rejoint le Chenal de Brouage. 

Le Canal de l'arceau part de la commune jusqu'au Golfe de Gascogne à Port-des-Barques.

#### Le marais de Moëze
Le marais de Moëze est une des reliques du complexe ancien des marais charentais. Son bilan hydrique (rapport entre entrées d'eau et sorties (dont évaporation, évapotranspiration, drainage et irrigation) a été affecté à la fois par un drainage ancien, des prélèvements pour irrigation, et les effets de plusieurs sécheresses (1976, 1985, 1986, 1989, 1990, 2003).
Le marais constitue une unité hydraulique couvrant environ 2 250 ha. C'est un ancien marais salant (utilisé pour la saliculture du XIe siècle au moins jusqu'au XVIIIe siècle et maintenu en totalité en eau douce depuis 1930). Géomorphologiquement parlant, il résulte du comblement d'anciens golfes lors des transgressions flandriennes qui expliquent son fond de plusieurs dizaines de mètres d'épaisseur d'argiles fluvio-marines. Sa limite nord est l'ancienne côte calcaire. Au sud, il est limité par le havre de Brouage. À l'ouest il s'étend presque jusqu'au trait de côte. De nombreux bassins (plus ou moins envasés et reconquis par la végétation s'y devinent encore, souvent recouverts notamment de typha latifolia et de lentilles d'eau Lemna sp. et Ceratophyllum). Ces bassins sont reliés par des canaux et fossés (140 mètres de fossé en moyenne par hectare). Le marais est excédentaire en eau d'octobre à avril (+ 315 mm) mais déficitaire de mai à sept (-338 mm). Les gestionnaires le vident donc en hiver et le réalimentent en eau douce  en été (en pompant dans le canal de Brouage et la rivière Arnoult). Les remembrements ont encouragé le recul de l'élevage au profit des céréales. La céréaliculture a été multipliée par 10 (en surface) en 9 ans (de 1980 à 1989), passant de 10 à 700, avec dans le même temps, uns forte augmentation de la maïsiculture irriguée en périphérie (passée de 37 ha à 298 ha de 1980 à 1989).
Un moyen de retenir l'eau dans le marais en été serait de réduire par faucardage les surfaces en roseau (lesquels évapotranspirent plus d'eau que l'eau libre n'en évaporeraient). Un calcul laisse penser que les roseaux en couvrant 28,6 % des canaux contribuent à 51,1 % de son évapotranspiration. La totalité des roseaux évapotranspirent 39 % de l'eau du marais. En conservant la surface en eau mais en réduisant les hélophytes de 34 %, 200 000 m3 d'eau ne seraient plus évapotranspirés. Il est néanmoins nécessaire de conserver des roselières et des étangs pour leur importance plus que paneuropéenne pour les oiseaux migrateurs.

## Urbanisme

### Typologie
Au 1er janvier 2024, Moëze est catégorisée commune rurale à habitat dispersé, selon la nouvelle grille communale de densité à 7 niveaux définie par l'Insee en 2022.
Elle est située hors unité urbaine. Par ailleurs la commune fait partie de l'aire d'attraction de Rochefort, dont elle est une commune de la couronne,. Cette aire, qui regroupe 33 communes, est catégorisée dans les aires de 50 000 à moins de 200 000 habitants,.
La commune, bordée par l'océan Atlantique, est également une commune littorale au sens de la loi du 3 janvier 1986, dite loi littoral. Des dispositions spécifiques d’urbanisme s’y appliquent dès lors afin de préserver les espaces naturels, les sites, les paysages et l’équilibre écologique du littoral, tel le principe d'inconstructibilité, en dehors des espaces urbanisés, sur la bande littorale des 100 mètres, ou plus si le plan local d’urbanisme le prévoit.

### Occupation des sols
L'occupation des sols de la commune, telle qu'elle ressort de la base de données européenne d’occupation biophysique des sols Corine Land Cover (CLC), est marquée par l'importance des territoires agricoles (89 % en 2018), en diminution par rapport à 1990 (93,3 %). La répartition détaillée en 2018 est la suivante : 
terres arables (49,1 %), prairies (38,7 %), zones humides côtières (9,3 %), zones urbanisées (1,7 %), zones agricoles hétérogènes (1,2 %). L'évolution de l’occupation des sols de la commune et de ses infrastructures peut être observée sur les différentes représentations cartographiques du territoire : la carte de Cassini (XVIIIe siècle), la carte d'état-major (1820-1866) et les cartes ou photos aériennes de l'IGN pour la période actuelle (1950 à aujourd'hui).

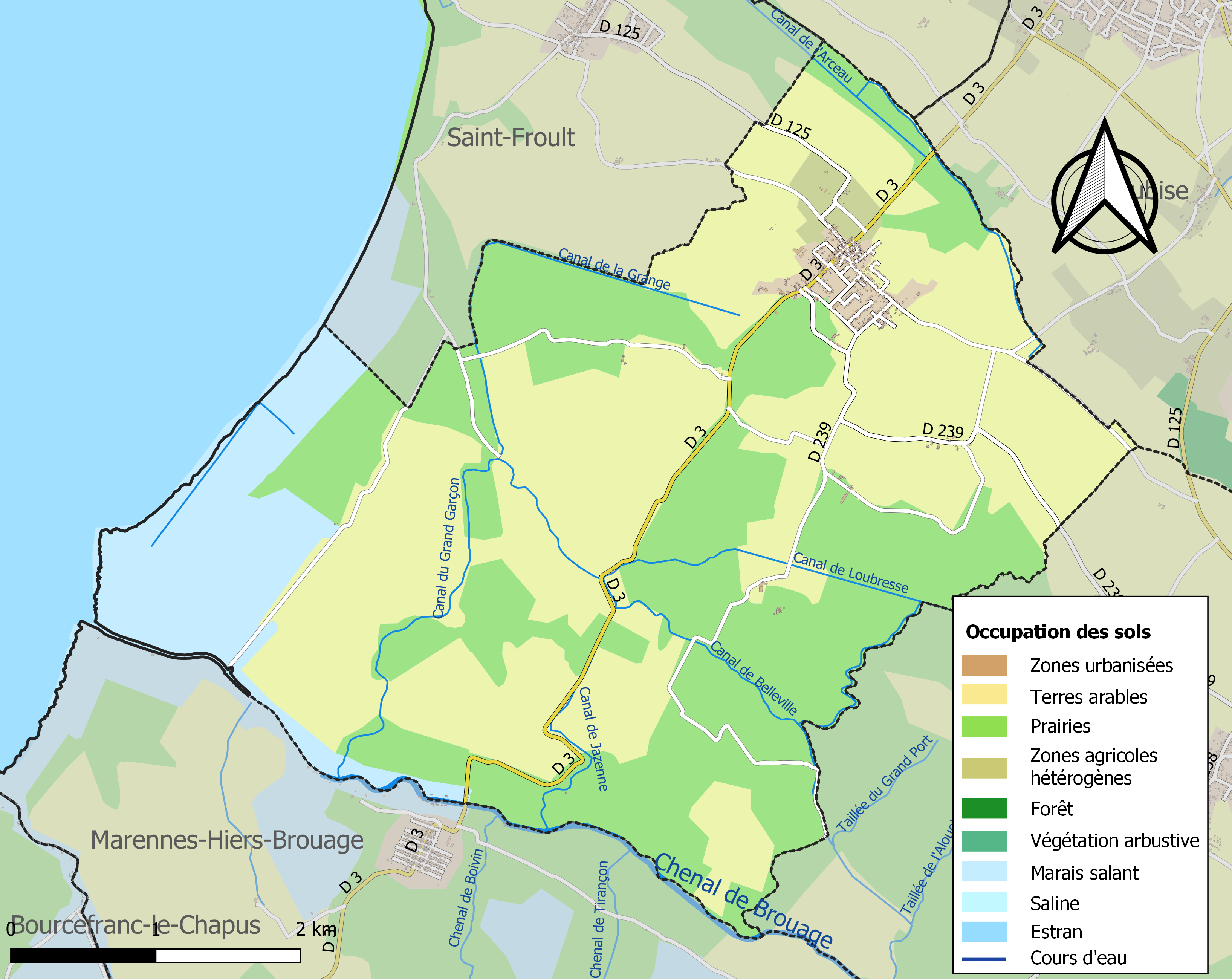
Carte des infrastructures et de l'occupation des sols de la commune en 2018 (CLC).

### Risques majeurs
Le territoire de la commune de Moëze est vulnérable à différents aléas naturels : météorologiques (tempête, orage, neige, grand froid, canicule ou sécheresse), inondations, mouvements de terrains et séisme (sismicité modérée). Il est également exposé à un risque technologique, le transport de matières dangereuses. Un site publié par le BRGM permet d'évaluer simplement et rapidement les risques d'un bien localisé soit par son adresse soit par le numéro de sa parcelle.

#### Risques naturels
La commune fait partie du territoire à risques importants d'inondation (TRI) du littoral charentais-maritime, regroupant 40 communes concernées par un risque de submersion marine de la zone côtière, un des 21 TRI qui ont été arrêtés fin 2012 sur le bassin Adour-Garonne et confirmé en 2018 lors du second cycle de la Directive inondation, mais annulé en 2020. Les submersions marines les plus marquantes des XXe et XXIe siècles antérieures à 2019 sont celles liées à la tempête du 9 février 1924, à la tempête du 15 février 1957, aux tempêtes Lothar et Martin des 26 et 27 décembre 1999 et à la tempête Xynthia des 27 et 28 février 2010. D’une violence exceptionnelle, la tempête Xynthia a fortement endommagé le littoral de la Charente Maritime : douze personnes ont perdu la vie (essentiellement par noyade), des centaines de familles ont dû être relogées, et, sur un linéaire de l’ordre de 400 km de côte et de 225 km de défenses contre la mer, environ la moitié de ces ouvrages a subi des dommages plus ou moins importants. C’est environ 5 000 à 6 000 bâtiments qui ont été submergés et 40 000 ha de terres agricoles. La commune a été reconnue en état de catastrophe naturelle au titre des dommages causés par les inondations et coulées de boue survenues en 1982, 1999 et 2010,.

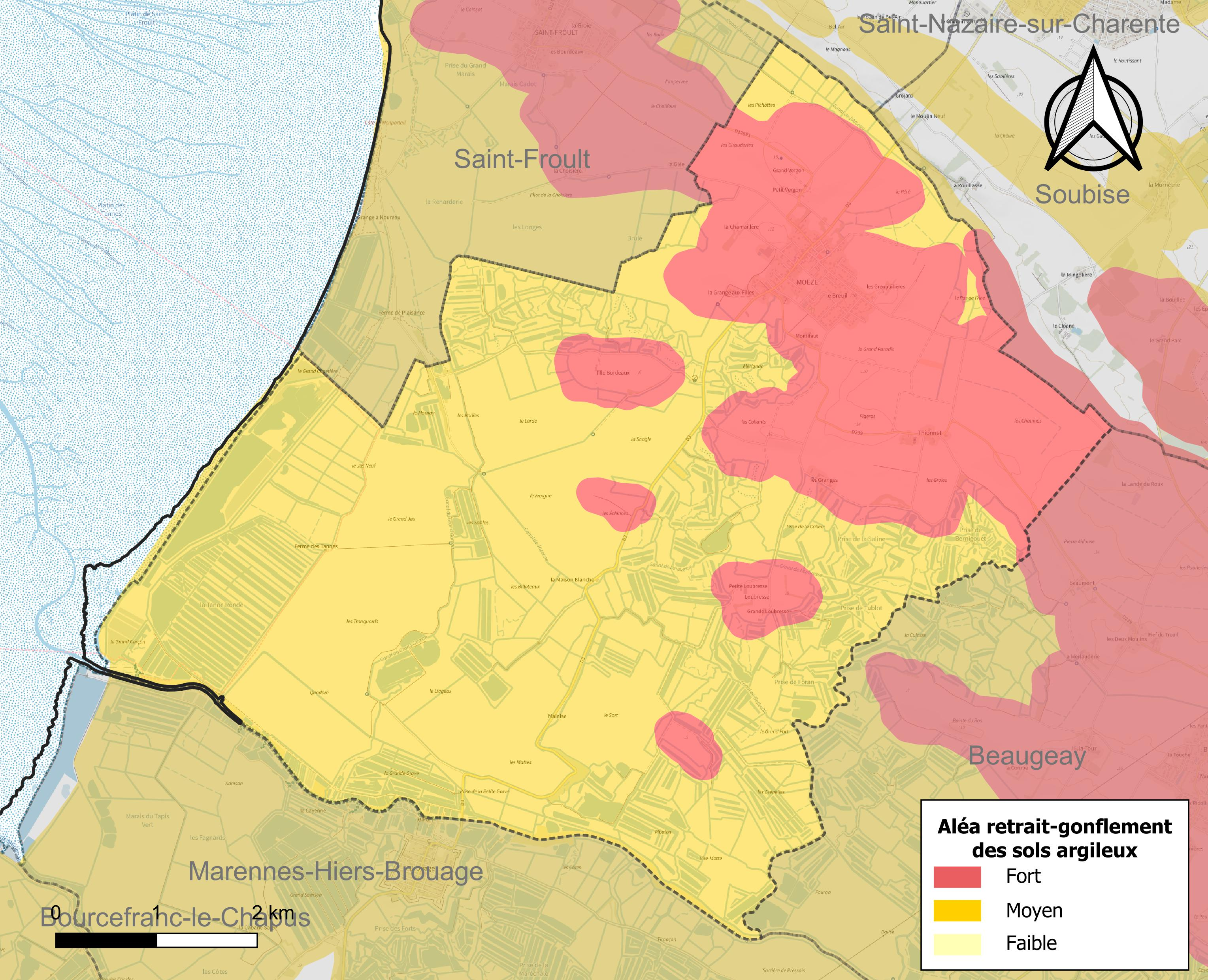
Carte des zones d'aléa retrait-gonflement des sols argileux de Moëze.

Les mouvements de terrains susceptibles de se produire sur la commune sont des tassements différentiels.
Le retrait-gonflement des sols argileux est susceptible d'engendrer des dommages importants aux bâtiments en cas d’alternance de périodes de sécheresse et de pluie. La totalité de la commune est en aléa moyen ou fort (54,2 % au niveau départemental et 48,5 % au niveau national). Sur les 275 bâtiments dénombrés sur la commune en 2019, 275 sont en aléa moyen ou fort, soit 100 %, à comparer aux 57 % au niveau départemental et 54 % au niveau national. Une cartographie de l'exposition du territoire national au retrait gonflement des sols argileux est disponible sur le site du BRGM,.
Par ailleurs, afin de mieux appréhender le risque d’affaissement de terrain, l'inventaire national des cavités souterraines permet de localiser celles situées sur la commune.
Concernant les mouvements de terrains, la commune a été reconnue en état de catastrophe naturelle au titre des dommages causés par la sécheresse en 1989, 1991, 2003, 2005, 2011 et 2018 et par des mouvements de terrain en 1999 et 2010.

#### Risques technologiques
Le risque de transport de matières dangereuses sur la commune est lié à sa traversée par une ou des infrastructures routières ou ferroviaires importantes ou la présence d'une canalisation de transport d'hydrocarbures. Un accident se produisant sur de telles infrastructures est susceptible d’avoir des effets graves sur les biens, les personnes ou l'environnement, selon la nature du matériau transporté. Des dispositions d’urbanisme peuvent être préconisées en conséquence.

## Toponymie
Du gaulois moëz, ou mouez se traduisant un lieu humide.

## Administration

### Liste des maires
| Période                                  | Période  | Identité       | Étiquette | Qualité                                                       |
| ---------------------------------------- | -------- | -------------- | --------- | ------------------------------------------------------------- |
| 2001                                     | 2008     | Gérard Maitre  |           |                                                               |
| 2008                                     | 2014     | Norbert Ragot  | SE        |                                                               |
| 2014                                     | En cours | Didier Portron |           | Artisan 13e vice-président de la CA Rochefort Océan (2020 → ) |
| Les données manquantes sont à compléter. |          |                |           |                                                               |

### Région
À la suite de la réforme administrative de 2014 ramenant le nombre de régions de France métropolitaine de 22 à 13, la commune appartient depuis le 1er janvier 2016 à la région Nouvelle-Aquitaine, dont la capitale est Bordeaux. De 1972 au 31 décembre 2015, elle a appartenu à la région Poitou-Charentes, dont le chef-lieu était Poitiers.

## Démographie

### Évolution démographique
L'évolution du nombre d'habitants est connue à travers les recensements de la population effectués dans la commune depuis 1793. Pour les communes de moins de 10 000 habitants, une enquête de recensement portant sur toute la population est réalisée tous les cinq ans, les populations de référence des années intermédiaires étant quant à elles estimées par interpolation ou extrapolation. Pour la commune, le premier recensement exhaustif entrant dans le cadre du nouveau dispositif a été réalisé en 2004.

En 2022, la commune comptait 592 habitants, en évolution de +7,05 % par rapport à 2016 (Charente-Maritime : +4,04 %, France hors Mayotte : +2,11 %).
| 1793 | 1800 | 1806 | 1821 | 1831 | 1836 | 1841 | 1846 | 1851 |
| ---- | ---- | ---- | ---- | ---- | ---- | ---- | ---- | ---- |
| 557  | 424  | 639  | 528  | 581  | 576  | 503  | 513  | 540  |

| 1856 | 1861 | 1866 | 1872 | 1876 | 1881 | 1886 | 1891 | 1896 |
| ---- | ---- | ---- | ---- | ---- | ---- | ---- | ---- | ---- |
| 565  | 504  | 504  | 468  | 462  | 421  | 437  | 376  | 383  |

| 1901 | 1906 | 1911 | 1921 | 1926 | 1931 | 1936 | 1946 | 1954 |
| ---- | ---- | ---- | ---- | ---- | ---- | ---- | ---- | ---- |
| 378  | 395  | 430  | 291  | 304  | 298  | 279  | 283  | 304  |

| 1962 | 1968 | 1975 | 1982 | 1990 | 1999 | 2004 | 2006 | 2009 |
| ---- | ---- | ---- | ---- | ---- | ---- | ---- | ---- | ---- |
| 309  | 280  | 310  | 383  | 467  | 463  | 518  | 518  | 551  |

| 2014 | 2019 | 2022 | - | - | - | - | - | - |
| ---- | ---- | ---- | - | - | - | - | - | - |
| 552  | 585  | 592  | - | - | - | - | - | - |

## Lieux et monuments
- Croix hosannière de Moëze du XVIe siècle, située dans le cimetière. Monument assez rare dans la région avec sa colonnade corinthienne dont les quatre angles sont orientés aux quatre points cardinaux et surmontée d'une pyramide terminée par une croix. La croix hosannière de Moëze est classée Monument historique depuis le 12 juillet 1886[28].
- Église Saint-Pierre, du XVe siècle, classée Monument historique depuis le 15 février 1915[29]. Le 7 septembre 1972, un tremblement de terre abîma l’église et les habitants ont été déplacés pour évaluer son état. https://www.lemonde.fr/archives/article/1972/09/11/le-seisme-du-7-septembre-etait-aussi-violent-que-celui-d-agadir-mais-son-foyer-etait-plus-profond_2388025_1819218.html
- Le Puits des dames : lieu de puisage d'eau potable, d'eau pour les animaux domestiques, point de rencontre et de convivialité, avant l'eau courante.
- La réserve naturelle de Moëze.

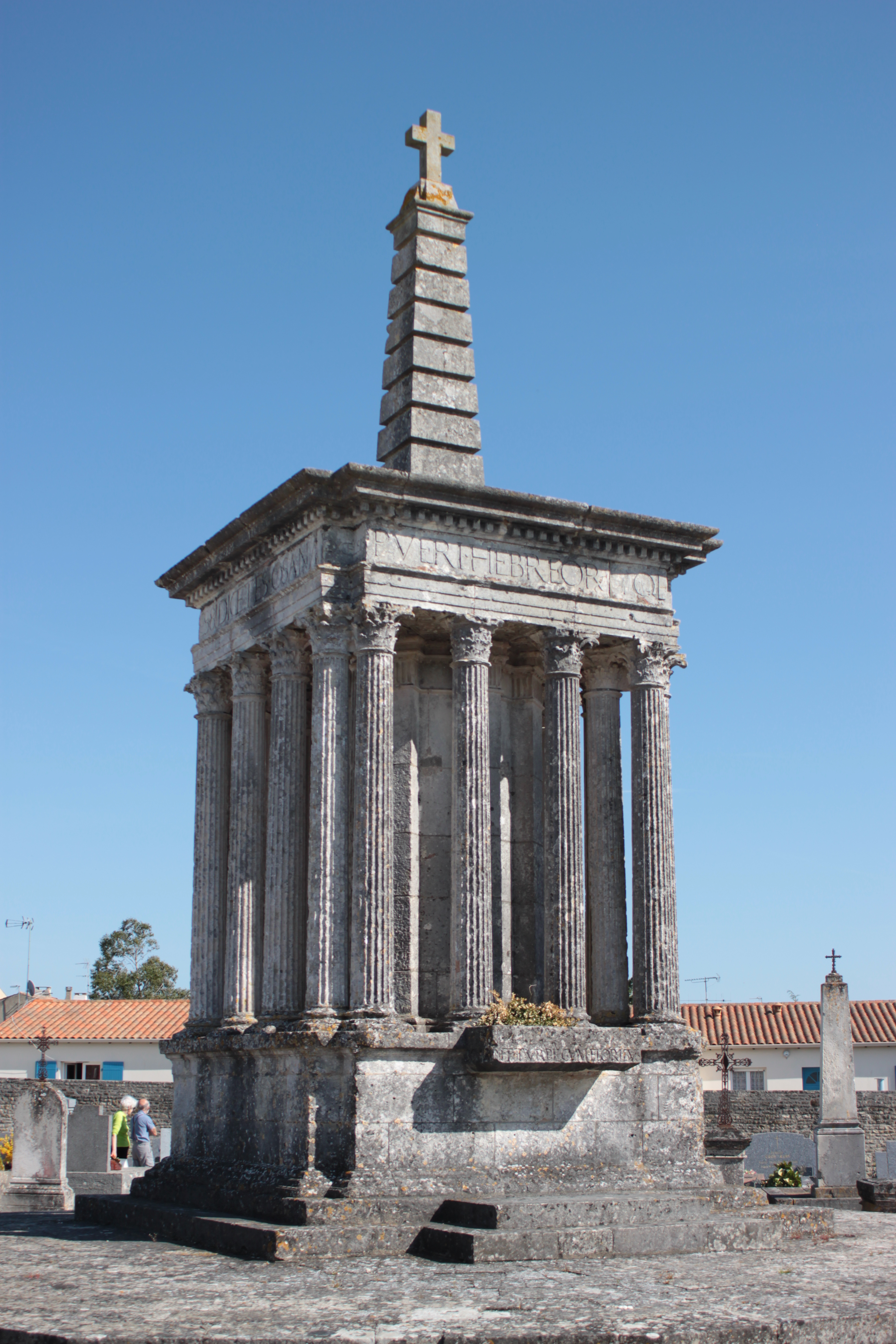
Croix hosannière de Moëze.
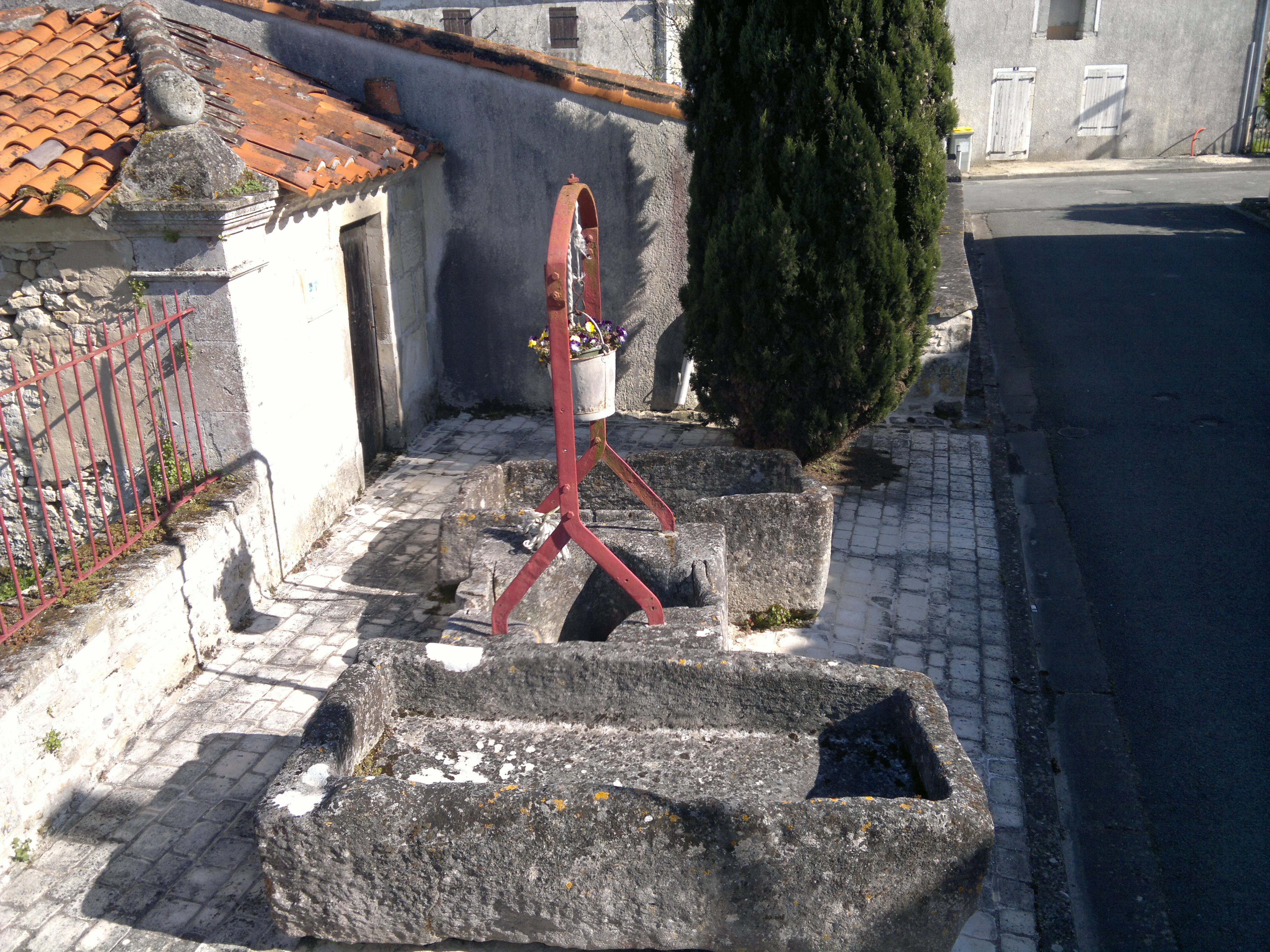
Puits des Dames.
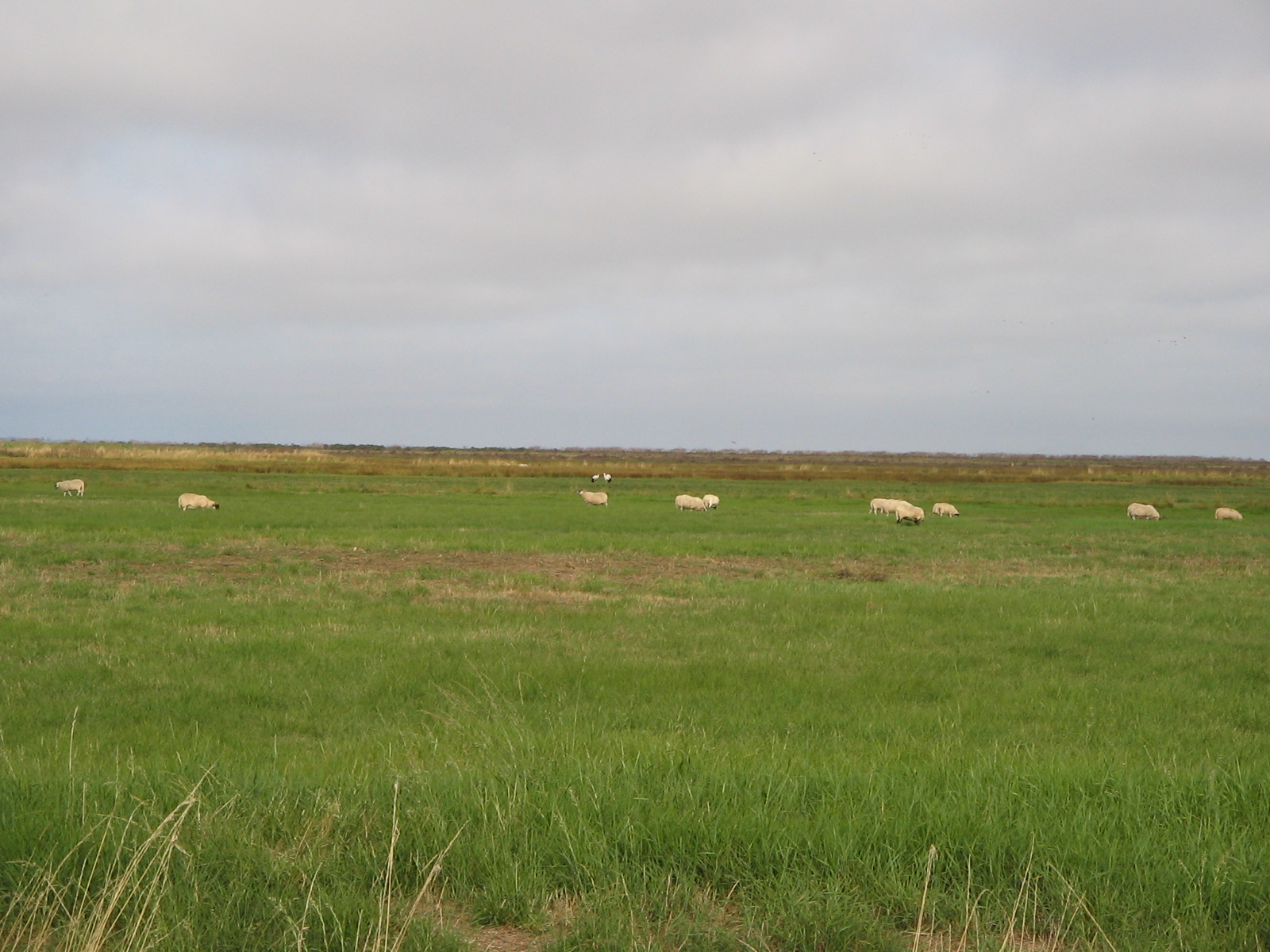
Marais de Moëze.
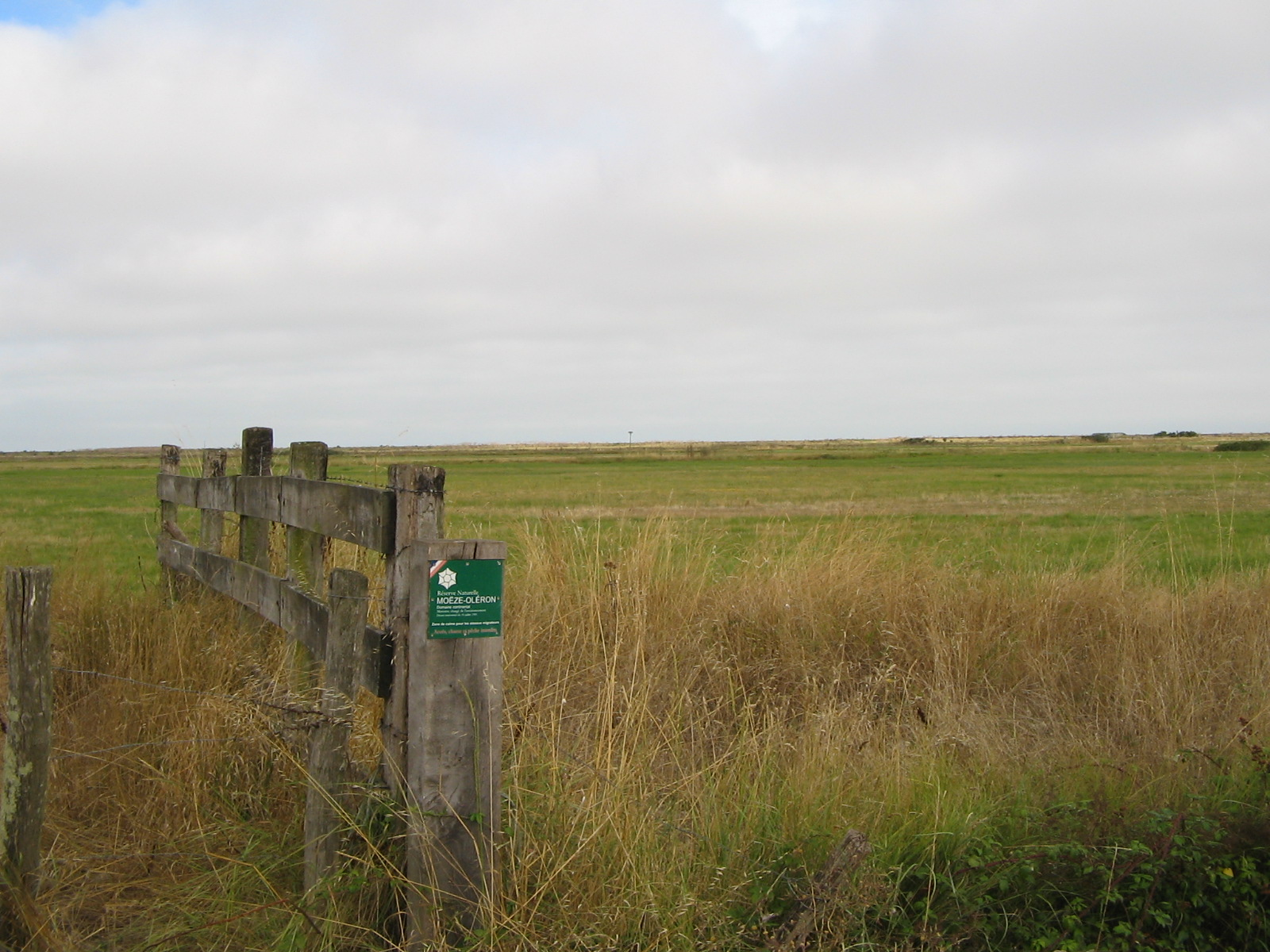
Marais de Moëze.

## Personnalités liées à la commune
- Élie Neau, négociant huguenot, né à Moëze vers 1662 et mort à New York.